# 太平县 (四川省)
太平县，明朝时设置的县份。
正德十年（1515年），析东乡县地置。东北有万顷池，渠江、通川江出焉，下流为渠江。北有北江，又北入陕西紫阳县界，名任河，入於汉江，东北有明通巡检司。隶属于达州。
清朝雍正六年（1728年），达州升为达州直隶州，太平县隶之。嘉庆七年（1802年），达州直隶州升府，改名绥定府，升太平县为直隶厅。道光九年（1829年），移太平同知驻城口，改名城口厅，太平直隶厅还为县，仍隶绥定府。1914年，更名为万源县。